# Jekaterina Demagina
Jekaterina Aleksandrovna Demagina (Russisch: Екатерина Александровна Демагина; geboortenaam: Рузанова; Roezanova) (Toljatti, 16 augustus 1982) is een voormalig Russisch basketbalspeelster, die speelde voor het nationale team van Rusland. Ze is Meester in de sport van Rusland.

## Club
Demagina behaalde de eerste prijzen in haar carrière in 2004 bij VBM-SGAU Samara, waarmee ze het kampioenschap en de Beker van Rusland, alsmede de World League won. Aan het einde van het seizoen 2003/04 verhuisde ze naar Dinamo Moskou, waar ze één jaar bleef. Het jaar erna ging Demagina spelen voor Tsjevakata Vologda. Ook maakte ze de bloei van Spartak Sint-Petersburg mee. Met deze club wist ze de zilveren medailles te winnen in de Baltische competitie. In 2008 verhuisde ze naar het team van Sparta&K Oblast Moskou Vidnoje. In 2011 verloor ze met die club de finale om de EuroLeague Women. In 2011 ging ze naar Nadezjda Orenburg. In het seizoen 2011/12 behaalde ze met Nadezjda Orenburg, de bronzen medailles om het kampioenschap van Rusland en zilveren medailles om de Russische Cup. Op 18 juni 2012 verhuisde ze naar het team van Sparta&K Oblast Moskou Vidnoje. In 2014 stopte Demagina met basketbal.
Met de nationale ploeg won Demagina de zilveren medaille op het wereldkampioenschap 2006 in Brazilië. In 8 wedstrijden scoorde ze gemiddeld 16 punten, pakte 9 rebounds en gaf 8 assists. Het volgende jaar won ze het Europees kampioenschap in Italië. In 8 wedstrijden scoorde ze gemiddeld 25 punten, pakte 10 rebounds en gaf 4 assists.
In 2017 begon Demagina als assistent-coach onder hoofdcoach Andrej Roezanov bij Politech-SamGTU Samara.

## Privé
Ze is getrouwd met Sergej Demagin en heeft sinds 2011 een dochter.

## Erelijst
- Landskampioen Rusland: 1
  - Winnaar: 2004
  - Tweede: 2003, 2005, 2013
  - Derde: 2012
- Bekerwinnaar Rusland: 1
  - Winnaar: 2004
  - Runner-up: 2012, 2013
- EuroLeague Women:
  - Runner-up: 2011
- FIBA Europe SuperCup Women: 1
  - Winnaar: 2010
- Wereldkampioenschap:
  - Zilver: 2006
- Europees Kampioenschap: 1
  - Goud: 2007